# Hang Krásnohorská
Hang động Krásnohorská (tiếng Slovak: Krásnohorská Jaskyňa) là một hang động karst nằm ở vùng phía bắc đồng bằng Silická planina, thuộc rặng núi Slovak Karst, cách 6,5 km về phía đông nam của Rožňava, Slovakia. Với những thiết kế tự nhiên độc đáo có hình dạng kỳ lạ và cấu trúc khác biệt được cấu tạo gần như hoàn toàn bằng calci, nó hiện được sách kỷ lục Guinness ghi vào danh sách những hang động có chứa thạch nhũ lớn nhất còn tồn tại, thường được công nhận là có đường kính khoảng 12m và cao 32,7m. Nó tăng khối lượng mỗi năm lên đáng kể khi những giọt thạch nhũ không ngừng đông lại.
Chiều dài của hang động sâu từ 1350 đến 1450 mét và đây là phần cuối của hệ thống hang động dưới lòng suối Buzgó.

## Mô tả
Một phần của hang động từ lối vào đến địa điểm Hall of Giants (Sieň obrov) được hình thành bởi đá vôi dolomit và dolomitic với các lớp đá vôi hùng vĩ. Các phần phía sau của hang động, ví dụ như Pearl Passage (Chodba perál), Great Hall (Veľká sieň) và Mirror Hall (Zrkadlová sieň), nằm trong khu vực đá vôi nguyên chất. Lối đi qua Great Canyon (Veľký kaňon) được hình thành do kết quả của các đứt gãy kiến tạo, điều này cũng giúp hình thành các khoang lớn ở phần sau của hang động, được khám phá bởi hang động Rožnava năm 1964. Giống như những hang động khác trong vùng Slovak Karst, theo Danh sách Di sản thiên nhiên thế giới của UNESCO.